# Miniopterinae
Sous-famille
Miniopterinae est une sous-famille de chauves-souris.

## Liste des genres
Selon ITIS:
- genre Miniopterus Bonaparte, 1837